# 5711 Eneev
5711 Eneev eller 1978 SO4 är en asteroid i huvudbältet som upptäcktes den 27 september 1978 av den ryska astronomen Ljudmila Tjernych vid Krims astrofysiska observatorium på Krim. Den är uppkallad efter matematikern Timur Magometovitj Enejev.
Asteroiden har en diameter på ungefär 38 kilometer och den tillhör asteroidgruppen Hilda.